# Dipturus gudgeri
Dipturus gudgeri is een vissensoort uit de familie van de Rajidae. De wetenschappelijke naam van de soort is voor het eerst geldig gepubliceerd in 1940 door Whitley.